# Umbra Software
Umbra Software Oy es una compañía de tecnología de software gráficos fundada 2007 en Helsinki, Finlandia. Umbra Software se especializa en la eliminación selectiva de oclusión, la tecnología de solución de visibilidad y proporciona middleware para videojuegos que se ejecutan en PlayStation 4, Xbox One, PlayStation 3, Xbox 360, consolas portátiles, PCs, iOS, Wii U y otras plataformas.
La tecnología de Umbra ofrece el sistema de eliminación selectivo de oclusión para el motor de videojuegos Unity.
Umbra 3 también está disponible como un complemento para el motor Unreal Engine.
La tecnología de Umbra está siendo utilizada en muchos videojuegos más importantes, como: Call of Duty: Ghosts, The Witcher 3: Wild Hunt, Destiny, Killzone Shadow Fall, Mass Effect 2, Mass Effect 3, Guild Wars 2, RaiderZ, The Secret World, The Lord of the Rings Online, PlanetSide 2, Alan Wake, Age of Conan: Hyborian Adventures, Grandia Online, EVE Online, Free Realms, Dragon Age Origins y Dragon Age II.
La tecnología de Umbra 3 ha sido autorizada para su uso en videojuegos por Bungie, Guerrilla Games, CD Projekt RED, Microsoft Game Studios, Team Dakota, Neversoft, Infinity Ward, Shanda Games, Vicarious Visions, Specular Interactive, Remedy, Red Duck Inc., Splash Damage, Softmax y muchos otros.

## Historia
Umbra Software se separó de Hybrid Graphics en 2005. Umbra Software adquirió el dPVS de Hybrid Graphics y continuó su desarrollo. La próxima generación de esta tecnología, llamada Umbra, era un hardware acelerado con el sistema de eliminación selectivo de oclusión. Umbra fue lanzado en septiembre de 2007. En 2009, Umbra Occlusion Booster fue lanzado, y se ha optimizado para los sistemas con procesadores multinúcleo como Xbox 360, PlayStation 3 y PC. 
En 2011 Umbra se concentró sobre todo en el desarrollo de Umbra 3. La solución ofrece la optimización del rendimiento mediante la optimización de las zonas críticas de un juego como el renderizado y proporcionando herramientas para ayudar con la secuencia del contenido y la lógica del juego. Umbra 3 construye una representación interna de una escena de juego y utiliza estos datos en tiempo de ejecución para realizar consultas eficaces que se pueden utilizar para, por ejemplo: determinar el conjunto de los objetos visibles para el jugador o para determinar el conjunto de objetos que están dentro de una distancia dada de un punto. La diferencia de las versiones anteriores es que Umbra 3 tiene una etapa de pre-proceso en el que compila los datos de visibilidad que luego se utiliza en tiempo de ejecución para llevar a cabo consultas relacionados con la visibilidad. Una nueva característica en el año 2012 es la funcionalidad de la secuencia que permite la construcción de los datos de visibilidad en tiempo de ejecución.
En marzo de 2010, la Unity Technologies anunció que la próxima versión de Unity tendría una característica incorporada en la eliminación de la oclusión de pre-procesamiento impulsado por Umbra. Unity Pro se entrega con la solución a la eliminación de la oclusión de Umbra.
El sitio web de la revista Edge Next Generation informó el 15 de diciembre de 2011 que la tecnología de Umbra es una parte integral del nuevo motor 3D  y el juego de Bungie.
Guild Wars 2 de ArenaNet fue lanzado el 28 de agosto y el juego utiliza Umbra 3.
El 14 de agosto de 2012, Umbra anunció su asociación con Nintendo lo que le permitió la concesión de licencias para el middleware de Umbra 3 para los desarrolladores de Wii U.
En la Game Developers Conference de 2014 Umbra anunció a Umbra for Cloud y Umbra VR. Este último se basa en la función de la cámara estéreo de Umbra lo cual a la compañía le permite explicar que "ambos ojos pueden utilizar los resultados de una sola operación de eliminación selectiva de oclusión - reduciendo a la mitad de manera efectiva el tiempo de procesamiento requerido."
El 3 de abril de 2014, Umbra anunció que su última tecnología fue licenciada por Wargaming.net para ser utilizada como parte de la actualización gráfica que se realizan para World of Tanks. El acuerdo también le permite a otros estudios de Wargaming.net utilizar la tecnología de visibilidad de Umbra.

## Productos
Umbra Software ha desarrollado dos productos: Umbra Occlusion Booster y Umbra 3.
Umbra Occlusion Booster es acelerado por el middleware de eliminación selectivo de oclusión de la GPU para PCs, Xbox 360 y PlayStation 3. Este producto fue lanzado en 2009.
Umbra 3.2, fue lanzado el 1 de febrero de 2013. La actualización de "próxima generación" tiene nuevas características importantes, tales como la secuencia que permite la secuencia de mundos abiertos, la sombra y la eliminación selectiva de la luz, así como un oclusor jerárquico de datos que también ayuda al rendimiento del mundo abierto.
Umbra 3.3 fue lanzado el 11 de agosto de 2013, con otras características y mejoras.